# Czermin (Precarpazia)
Czermin è un comune rurale polacco del distretto di Mielec, nel voivodato della Precarpazia.
Ricopre una superficie di 80,32 km² e nel 1999 contava 6 670 abitanti.